# لييج-باستون-لييج 2009
لييج-باستون-لييج 2009 (بالإنجليزية: 2009 Liège–Bastogne–Liège)‏ هو سباق دراجات هوائية أقيم بتاريخ أبريل 26، تكون السباق من مرحلة واحدة وامتدّ لمسافة 260 كم بسرعة 39.54 كم/س، استغرق السباق 6 ساعة 34 دقيقة 32 ثانية. فاز به أندي شليك وحلّ ثانيا الإسباني خواكيم رودريغيث بينما حصل على المركز الثالث الإيطالي دافيدي ريبلين.

## الترتيب
| م                     | الدرّاج          | البلد     | الزمن                    |
| --------------------- | --------------- | --------- | ------------------------ |
| الفائز بالترتيب العام | أندي شليك       | لوكسمبورغ | 6 ساعة 34 دقيقة 32 ثانية |
| الثاني                | خواكيم رودريغيث | إسبانيا   |                          |
| الثالث                | دافيدي ريبلين   | إيطاليا   |                          |